# Punkce

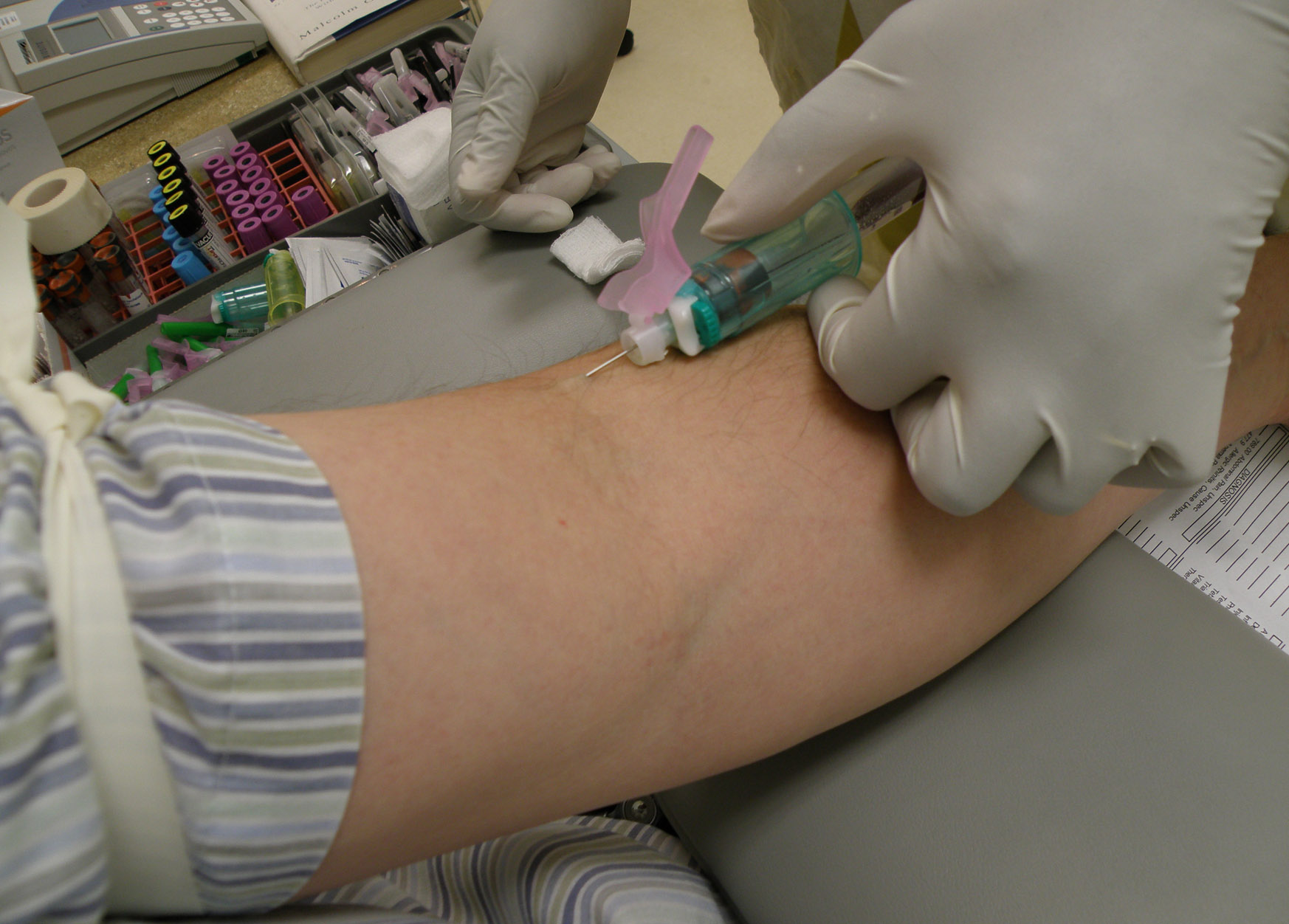
Punkce žíly (venepunkce) při odběru krve člověku

Slovem punkce (z lat. punctum, píchnutí) se v medicíně označuje výkon, při kterém se vpichuje do těla jehla nebo jiný špičatý nástroj. Získaná tělesná tekutina nebo vzorek tkáně se nazývá punktát.
Punkce může sloužit k injekci do těla (např. nitrožilní injekce) nebo naopak k odběru z těla (např. lumbální punkce). Používá se při tom dutá jehla (kanyla, trokar). Při akupunktuře se používají uzavřené jehly.
Punkce se provádějí:
- k injekci tekutých léčiv
- k odběru tělesných tekutin, například
  - krve
  - moči
  - kloubní tekutiny
  - mozkomíšního moku
  - pobřišniční tekutiny
  - pohrudniční tekutiny
  - kostní dřeně
- k odběru vzorku tkáně (též se označuje jako biopsie)
- k vypuštění patologicky nahromaděné kapaliny (např. hnisu v abscesech) (také se to dá nazvat jako DRÉN)
- k vypuštění nahromaděného plynu (např. ze střeva nebo žaludku)

Některé orgány se punktují snadno, například krevní cévy, kůže nebo játra. U jiných je punkce obtížná nebo je kvůli riziku poškození daného orgánu (nebo sousedních orgánů) nebezpečná, například u sleziny, žlučníku nebo střev. Cílené punkce hlouběji uložených orgánů se provádějí pod vizuální kontrolou pomocí ultrazvuku nebo výpočetní tomografie.
Protože některé punkce jsou bolestivé a člověk z nich může mít strach, je možné použít lokální anestezii a/nebo podat sedativum, nebo celková anestezie.